# Трашіянгце
Трашіянгце, або Ташіянгце (дзонґ-ке བཀྲ་ཤིས་གཡང་རྩེ) — місто в Бутані, адміністративний центр дзонгхагу Трашіянгце. Трашіянгце також є адміністративним центром гевогу Янгце.
Трашіянгце розташоване на північному сході Бутану за 55 км північніше Трашіганга (поїздка на автомобілі займає 1,5 години).
Населення міста становить 2735 осіб (за переписом 2005 р.), а за оцінкою 2012 року — 3018 осіб.